# Victor Graeff
Victor Graeff è un comune del Brasile nello Stato del Rio Grande do Sul, parte della mesoregione del Noroeste Rio-Grandense e della microregione di Não-Me-Toque.